# Launois-sur-Vence
Launois-sur-Vence és un municipi francès situat al departament de les Ardenes i a la regió del Gran Est. L'any 2007 tenia 577 habitants.

## Demografia

### Població
El 2007 la població de fet de Launois-sur-Vence era de 577 persones. Hi havia 212 famílies de les quals 43 eren unipersonals (29 homes vivint sols i 14 dones vivint soles), 54 parelles sense fills, 97 parelles amb fills i 18 famílies monoparentals amb fills.
La població ha evolucionat segons el següent gràfic:
Habitants censats

### Habitatges
El 2007 hi havia 250 habitatges, 225 eren l'habitatge principal de la família, 10 eren segones residències i 14 estaven desocupats. 236 eren cases i 9 eren apartaments. Dels 225 habitatges principals, 181 estaven ocupats pels seus propietaris, 38 estaven llogats i ocupats pels llogaters i 6 estaven cedits a títol gratuït; 1 tenia una cambra, 4 en tenien dues, 17 en tenien tres, 51 en tenien quatre i 152 en tenien cinc o més. 164 habitatges disposaven pel capbaix d'una plaça de pàrquing. A 81 habitatges hi havia un automòbil i a 122 n'hi havia dos o més.

### Piràmide de població
La piràmide de població per edats i sexe el 2009 era:
| Homes | Edats   | Dones |
| ----- | ------- | ----- |
| 0     | 95 o +  | 0     |
| 4     | 90 a 94 | 0     |
| 4     | 85 a 89 | 8     |
| 0     | 80 a 84 | 4     |
| 28    | 75 a 79 | 8     |
| 8     | 70 a 74 | 16    |
| 4     | 65 a 69 | 8     |
| 20    | 60 a 64 | 0     |
| 4     | 55 a 59 | 20    |
| 20    | 50 a 54 | 20    |
| 24    | 45 a 49 | 24    |
| 20    | 40 a 44 | 16    |
| 8     | 35 a 39 | 24    |
| 32    | 30 a 34 | 12    |
| 28    | 25 a 29 | 16    |
| 16    | 20 a 24 | 12    |
| 16    | 15 a 19 | 32    |
| 12    | 10 a 14 | 4     |
| 12    | 5 a 9   | 28    |
| 24    | 0 a 4   | 16    |

## Economia
El 2007 la població en edat de treballar era de 383 persones, 277 eren actives i 106 eren inactives. De les 277 persones actives 250 estaven ocupades (146 homes i 104 dones) i 28 estaven aturades (12 homes i 16 dones). De les 106 persones inactives 37 estaven jubilades, 17 estaven estudiant i 52 estaven classificades com a «altres inactius».

### Ingressos
El 2009 a Launois-sur-Vence hi havia 248 unitats fiscals que integraven 634 persones, la mediana anual d'ingressos fiscals per persona era de 16.548 €.

### Activitats econòmiques
Dels 16 establiments que hi havia el 2007, 1 era d'una empresa extractiva, 1 d'una empresa alimentària, 3 d'empreses de construcció, 5 d'empreses de comerç i reparació d'automòbils, 3 d'empreses de transport i 3 d'empreses d'hostatgeria i restauració.
Dels 4 establiments de servei als particulars que hi havia el 2009, 2 eren guixaires pintors, 1 lampisteria i 1 restaurant.
Dels 2 establiments comercials que hi havia el 2009, 1 era una botiga de més de 120 m² i 1 una botiga de menys de 120 m².
L'any 2000 a Launois-sur-Vence hi havia 11 explotacions agrícoles que ocupaven un total de 798 hectàrees.

## Equipaments sanitaris i escolars
El 2009 hi havia una escola elemental.

## Poblacions més properes
El següent diagrama mostra les poblacions més properes.